# Auguste Vacquerie
Pour les articles homonymes, voir Vacquerie.
Auguste Vacquerie, né à Villequier le 19 novembre 1819 et mort à Paris 16e le 19 février 1895, est un poète, dramaturge, photographe et journaliste français.

## Sa vie
Le père d’Auguste Vacquerie, armateur au Havre, l’envoie compléter ses études, commencées au lycée de Rouen, à Paris au collège Charlemagne, où il est le condisciple de Paul Meurice. Vacquerie choisit de résider à la pension Favart, parce qu’elle est située près de la place Royale où réside Victor Hugo, auquel il voue une très grande admiration.
Un jour, il s’enhardit et porte à Hugo une épître en vers dans laquelle il avoue ses ambitions littéraires. Hugo lui fait répondre qu’il attendait sa visite et l’invite ensuite, avec Paul Meurice, à dîner chaque semaine chez lui. De là datent leurs liens étroits avec le poète, ce qui permettra de laisser leurs noms à la postérité.
Le père d' Auguste Vacquerie ayant mis sa propriété de Villequier à la disposition de Hugo, c’est là que son frère Charles Vacquerie rencontre Léopoldine, la fille du poète, dont il devient l’époux au printemps 1843. Ces liens vont être brutalement rompus par l’accident tragique qui coûte la vie à Charles et à Léopoldine, lorsque leur barque chavire près de Villequier, le 4 septembre 1843. Mais cela ne fait que renforcer l'attachement d'Auguste Vacquerie à la famille Hugo dont il accompagne l'exil dans les Iles anglo-normandes.
Pendant la Commune, en 1871, Il écrit, dans le journal Le Rappel, des éditoriaux où il manifeste son admiration pour les communards tout en prêchant la conciliation avec Versailles.
Il meurt à Paris en 1895. Sa tombe se trouve au cimetière de Villequier, près de celle de son frère Charles et de Léopoldine.

## Son œuvre
Poète romantique, Vacquerie est l’auteur de quelques recueils poétiques et de plusieurs drames. Il collabora en août 1848 à l’Événement lors de sa fondation par les fils de Hugo et Paul Meurice, et il fut incarcéré en 1851 lorsque le journal fut interdit. Il poursuivit cependant une double carrière journalistique et littéraire, visitant fréquemment la famille Hugo pendant les années d’exil. Il réalisa en compagnie de François-Victor et de Charles, souvent sous la direction du maître, des portraits photographiques des Hugo et de leur entourage à Jersey. Exécuteur testamentaire de Hugo, avec Paul Meurice, il se chargea des éditions posthumes du poète. Il a également publié Miettes de l’histoire, récit de son séjour à Jersey où il accompagna les Hugo dès 1852.
Gustave Flaubert parle de lui sur un ton à la fois dédaigneux et plutôt bienveillant :

« Je ne tiens compte que des intentions. C’est pour cela que je m’estime, les miennes étant hautes et nobles. Et voilà pourquoi j’ai défendu le doux Vacquerie. S’il n’a pas plus de talent, est-ce sa faute ? Je garde toute ma haine et tout mon dédain pour les gens qui font des choses convenables et réussies, – et j’aime mieux un bossu, un nain et même un crétin du Valais qu’un Môsieu quelconque. Il n’est pas donné à tout le monde d’être ridicule. Êtes-vous bien sûre que dans vingt-cinq ans la Camaraderie, ou la Calomnie [deux pièces d'Eugène Scribe], sera plus admirée que les Funérailles de l’honneur ? Parlons d’autre chose ; le sujet n’est pas gai. »

### Proserpine
La courte pièce, dont Saint-Saëns a tiré un opéra, est en six scènes :
1. Renzo, frère d'Angiola, souhaite que son meilleur ami, Sabatino, épuise ses envies de débauche avant d'épouser Angiola. Il le pousse dans les bras de Proserpine, jeune courtisane, la plus recherchée de toutes, auprès de laquelle Sabatino n'est jamais parvenu à rien. Sabatino finit par consentir à lui faire la cour une dernière fois ;
2. Proserpine se refuse à lui : elle refuse d'aimer, et si cela devait arriver, elle tuerait l'homme. Elle chasse Sabatino ;
3. Proserpine croise le chemin de Squarocca, un gredin qui vient de se faire arrêter pour vol, elle obtient sa libération et s'affiche avec lui ;
4. Elle apprend alors avec stupeur que Sabatino va se marier ;
5. Elle décide de faire enlever Angiola par Squarocca à sa sortie du couvent, car elle aime Sabatino ;
6. Proserpine le rencontre et lui avoue son amour : le garçon la repousse. Angiola arrive à son tour, Proserpine la poignarde avant d'être poignardée par Sabatino. Les deux femmes meurent.

## Galerie

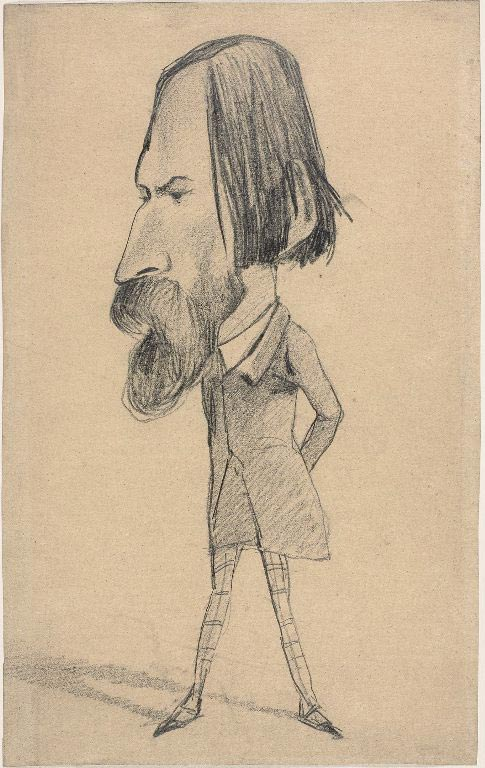
Portrait par Claude Monet (v. 1854)
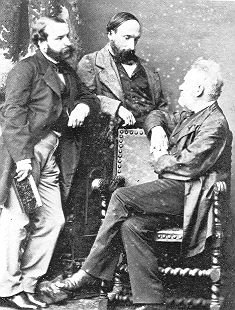
François-Victor Hugo, Auguste Vacquerie et Victor Hugo photographiés par Bertall
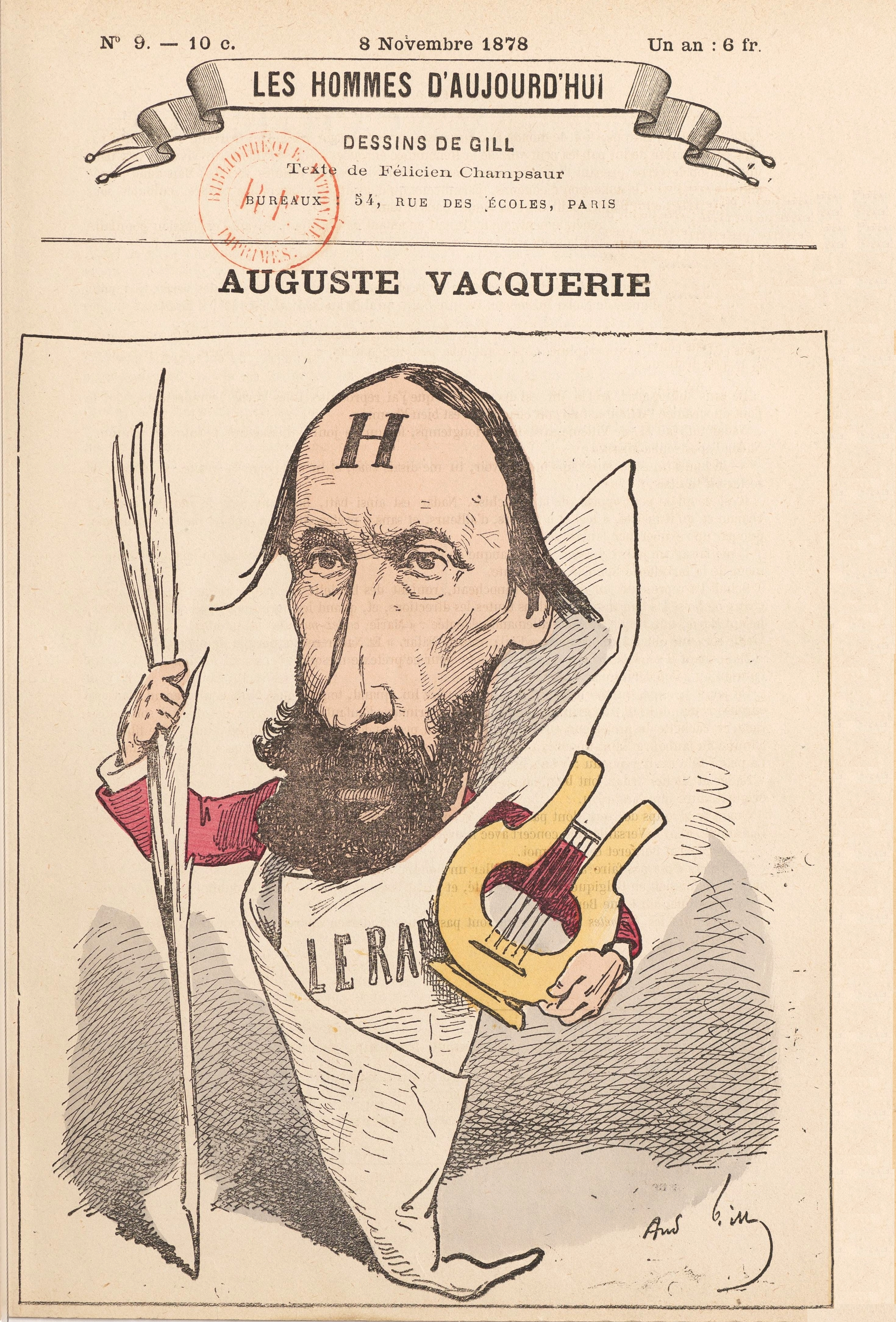
Caricature par André Gill (1878)

## Publications

### Poésies
- L’Enfer de l’esprit (1840)
- Demi-teintes (1845), recueil contenant le sonnet à la neige, connu pour ses vers de trois pieds

### Théâtre
- Proserpine, drame en vers (1838), publié dans le recueil Mes premières années de Paris (1872)
- Traduction en vers de l’Antigone de Sophocle, en collaboration avec Paul Meurice, représentée au Théâtre de l'Odéon en 1844
- Tragaldabas, drame bouffon représenté au Théâtre de la Porte-Saint-Martin en juillet 1848
- Souvent homme varie, comédie en deux actes, représentée au Théâtre-Français en mai 1859
- Les Funérailles de l’honneur, drame romantique en 7 actes, représenté au Théâtre de la Porte-Saint-Martin en mars 1861
- Jean Baudry, comédie en 4 actes, représentée au Théâtre-Français en octobre 1863, interprète principale Julia Bartet
- Le Fils, comédie en quatre actes, représentée au Théâtre-Français en octobre 1866
- Formosa, drame en 4 actes, Théâtre de l'Odéon, 16 mars 1883

### Varia
- Les Drames de la grève, en vers (1855)
- Profils et Grimaces, recueil d’articles (1856)
- Châteaubriand, sa vie publique et intime, ses œuvres (1860)
- Les Miettes de l’histoire, souvenirs de Jersey (1863)
- Mes premières années de Paris, récit en vers (1872)
- Aujourd’hui et Demain, recueil d’articles (1875)

### Photographie
- Albums des proscrits (avec Charles Hugo)

## Iconographie
- Henri Chapu, Portrait en médaillon d'Auguste Vacquerie, 1866, musée Victor-Hugo, Saint-Pierre-Port (Bailliage de Guernesey[3].